# Baku Expo Center
Baku Expo Сenter es un centro de exposiciones, que está situado en la capital azerbaiyana, Bakú, cerca del aeropuerto internacional Heydar Aliyev. Además de las exposiciones, en el centro tienen lugar las conferencias, seminarios, actividades de negocios, etc. La ceremonia oficial de apertura se celebró el 1 de junio de 2010, al mismo tiempo con la organización de Exposición de Petróleo y Gas del Caspio (Caspian oil and gas Exhibition).
La superficie total del centro es 10 hectáreas, con el edificio del centro ocupando 3 hectáreas. El edificio tienen tres pabellones para celebración de las exposiciones. También en el centro se  encuentran salas de conferencias, centro de negocios, etc.

## Exposiciones

### Exposición internacional de  propiedad e inversiones
Del 28 al 30 de noviembre en Expo-center celebró la Exposición internacional de la propiedad y las inversiones RecExpo. En la exposición participan las 70 compañías de 14 países. Las compañías de Azerbaiyán, Turquía, Francia, Rusia, Inglaterra, Catar, Polonia, Georgia u otros países presentaron más de 150 proyectos de construcción.

### 23aexposición internacional “Sanidad”
Del 28 al 30 de septiembre, en el centro de exposiciones de Bakú se celebró la 23 a exposición internacional azerbaiyana “Sanidad” (BIHE-2017). El objetivo de la exposición fue estableciendo contactos comerciales e intercambio de las experiencias entre los trabajadores de los centros de salud, proveedores de los equipamientos modernos médicos, farmacéuticos, etc. En la exposición participaron las 104 compañías de 19 países, como Azerbaiyán, India, Italia, Alemania, China, Letonia, Polonia, Rusia, Turquía, Suecia u otros. 

### Exposición internacional del petróleo y gas
Desde 2010 cada año la Exposición internacional  del petróleo y gas del mar Caspio se celebra en Expo – center de Bakú. En la exposición se participan las compañías petroleras, como SOCAR, Itochu, Statoil, Total, TPAO, etc.

### 7aexposición  automovilística
En el marzo de 2011 en el centro de las exposiciones de Bakú  por primera vez se celebró la 7 a exposición automovilística internacional azerbaiyana, en la que se participaron las 105 compañías de 14 países y regiones, como Azerbaiyán,Suecia, Bielorrusia, Italia, Canadá, China, Rusia, Alemania, Turquía, Japón, etc.

### Aquaterm 2017
Del 18 al 21 de octubre de 2017 en Bakú, en el centro de exposiciones fue celebrada décima exposición de calefacción, ventilacción, acondicionamiento, abastecimiento de agua, saneamiento, tecnologías ecológicas, piscina y energías renovables. En la exposición participaron las compañías Euroclima, Yusiko,  estTechniK, Azertexnolayn, Alarko Carrier Sanayi ve Ticaret, Egeplast Ege Plastik, Turan Makinе, Termo ISI,  Polimart, Ultratek, Sumgait Technologies Park, Kaskad-Hidro, Yetsan Pazarlama Isi Sistemleri de los países, como  China, Azerbaiyán, Francia, Italia, Íran, Turquía, etc.

### 11aexposición educativa
Del 6 al 8 de octubre de 2017 en Expo-center de Bakú se realizó la 11 a exposición educativa internacional de Azerbaiyán. En la exposición fueron presentados las universidades, escuelas, colegios, centros educativos de distintos países, como Austria, Bielorrusia, Alemania, Letonia, Rusia, Eslovaquia, etc.